# Wzniesienia Łódzkie
Wzniesienia Łódzkie (318.82) – kraina geograficzna w południowej części Niziny Mazowieckiej, na obszarze Wzniesień Południowomazowieckich. Region graniczy: od północy z Równiną Łowicko-Błońską, od wschodu z Wysoczyzną Rawską, od południa z Wysoczyzną Bełchatowską i Równiną Piotrkowską, od zachodu natomiast z Wysoczyzną Łaską.
Na krajobraz regionu składa się falista wysoczyzna o wysokości dochodzącej do 284 m n.p.m. (wzgórze „Radary”), zbudowana z glin morenowych i piasków fluwioglacjalnych, opadająca wyraźnymi, silnie rozczłonkowanymi stopniami ku północy i południu.
Przez Wzniesienia Łódzkie biegnie dział wodny pomiędzy dorzeczami Wisły i Odry, tutaj też bierze swój początek Bzura i większość jej prawych dopływów. W zachodniej części regionu dominuje krajobraz miejsko-przemysłowy (Łódzki Okręg Przemysłowy), w środkowej i wschodniej – rolniczy.
W ich północnej części znajduje się Park Krajobrazowy Wzniesień Łódzkich.
Miasta leżące w regionie Wzniesień Łódzkich: Łódź, Zgierz, Brzeziny, Stryków, Rzgów i pośrednio Koluszki.